# 全吉寿
全 吉寿（全 吉洙、チョン・ギルス、朝鮮語: 전길수、1959年 - ）は、朝鮮民主主義人民共和国の政治家。鉄道相、朝鮮労働党中央委員会委員、鉄道省参謀長などを歴任した。

## 経歴
1959年に生まれた。出生地は不明。2002年に鉄道省輸送指揮局第1副局長に任命され、2004年に同局局長に進んだ。2005年に鉄道省参謀長に任命され、鉄道の通信システムの近代化を進めた。2008年10月に龍川駅列車爆発事故に関与したとして処刑された金容三の後任として、鉄道相に任命された。2009年3月に最高人民会議第12期代議員に選出され、第1回会議で鉄道相に再任された。2010年9月28日に開催された朝鮮労働党第3回党代表者会で、朝鮮労働党中央委員会委員に選出された。2011年に金正日総書記が死去した際には、国家葬儀委員会委員に選ばれた。2013年9月に羅津港からロシアのハサン駅を結ぶ鉄道路線が開通し、開通式に出席した。2014年3月に最高人民会議第13期代議員に選出され、第1回会議で鉄道相に再任されたが、2015年7月に解任された。

## 参考サイト
북한정보포털
| 先代金容三 | 鉄道相2008年 - 2015年 | 次代張革 |